# Honda Wave 110i
Die Wave 110i ist ein Leichtkraftrad, das in Europa die Innova ablöste, die wiederum auf die Super Cub von 1958 zurückgeht. Die Wave 110i repräsentiert in Europa Hondas Segment der Cheap Urban Bikes (CUB) und wird wie die Innova insbesondere für seine Wirtschaftlichkeit beworben. Unter Hondas Leichtkrafträdern hat sie den geringsten Kaufpreis (1.975 Euro UVP inkl. Überführung) und den geringsten Kraftstoffverbrauch (1,75 l/100 km nach WMTC (Worldwide Harmonized Motorcycle Emissions Certification/Test Procedure)-Testzyklus) und weist auch bei anderen Daten wie Leistung oder Gewicht die niedrigsten Werte auf.
Die Wave 110i ist ein Motorrad, dessen Bauform motorradtypische und rollertypische Eigenschaften kombiniert. Motorradtypisch sind die großen 17″-Räder, Fußrasten, der unter dem Stahl-Zentralrohrrahmen montierte Motor, Schwinge, Schaltgetriebe und Kettenantrieb. Rollertypisch sind Beinwindabweiser als Wetterschutz und die aufrechte Sitzposition ohne Knieschluss am Tank, der unter der Sitzbank eingebaut ist, wodurch ein halbhoher Durchstieg entsteht. Sie hat eine halbautomatische Schaltung (fußgeschaltetes Vierganggetriebe mit automatischer Fliehkraftkupplung) und wird in den Farbvarianten Pearl Procyon Black und Candy Lucid Red geliefert.
Im Vergleich zu der Innova sind bei der Wave 110i Hubraum, Verdichtung, Leistung, Abmessungen, Gewicht, Höchstgeschwindigkeit, Verbrauch und Preis minimal geringer. Außerdem wurden die Verkleidungsteile leicht geändert und die Speichenräder durch  Aluminiumgussräder ersetzt.
Mit Umstellung auf die Abgasnorm Euro 4 wurde der Verkauf der Wave 110i in der EU in der Saison 2017 als Neufahrzeug eingestellt. Sie erfüllt nur die Norm Euro 3 und ist deshalb als Neufahrzeug nicht mehr zulassungsfähig.

## Marktposition
Während die Wave 110i in Asien zu den jährlich millionenfach verkauften Volumenmodellen zählt, die in vielen Ländern als wichtiges Transportmittel das Straßenbild prägen, bedient sie in Deutschland einen Nischenmarkt.
| Modell     | Jahr | Anzahl | Rang gesamt | Anteil gesamt | Anzahl gesamt | Rang Honda | Anteil an Honda | Anzahl Honda |
| ---------- | ---- | ------ | ----------- | ------------- | ------------- | ---------- | --------------- | ------------ |
| Wave 110i  | 2014 | 473    | 10          | 3,0 %         | 15.515        | 4          | 14 %            | 3.311        |
| Wave 110i  | 2013 | 404    | 9           | 2,9 %         | 14.041        | 4          | 16 %            | 2.468        |
| Wave 110i  | 2012 | 478    | 6           | 4,4 %         | 10.742        | 2          | 22 %            | 2.173        |
| Innova 125 | 2011 | 663    | 7           | 5,7 %         | 11.719        | 3          | 26 %            | 2.525        |
| Innova 125 | 2010 | 788    | 5           | 6,6 %         | 12.026        | 3          | 26 %            | 2.979        |
| Innova 125 | 2009 | 916    | 6           | 6,8 %         | 13.530        | 3          | 24 %            | 3.759        |
| Innova 125 | 2008 | 1.152  | 4           | 6,6 %         | 17.522        | 2          | 23 %            | 5.020        |